# Pintor de Pronomo

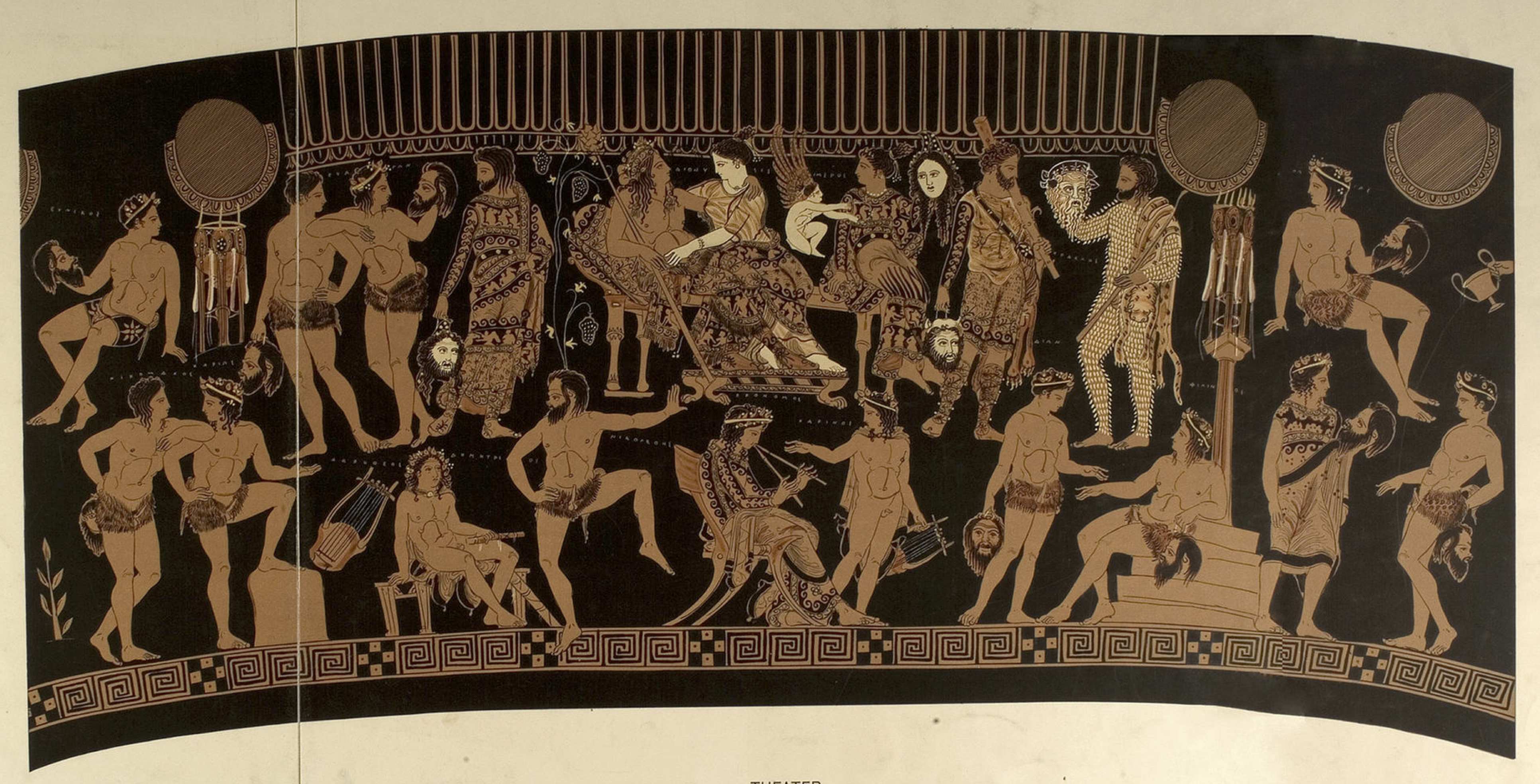
Imagen representada en la crátera de Pronomo, que se conserva en el Museo Arqueológico Nacional de Nápoles.

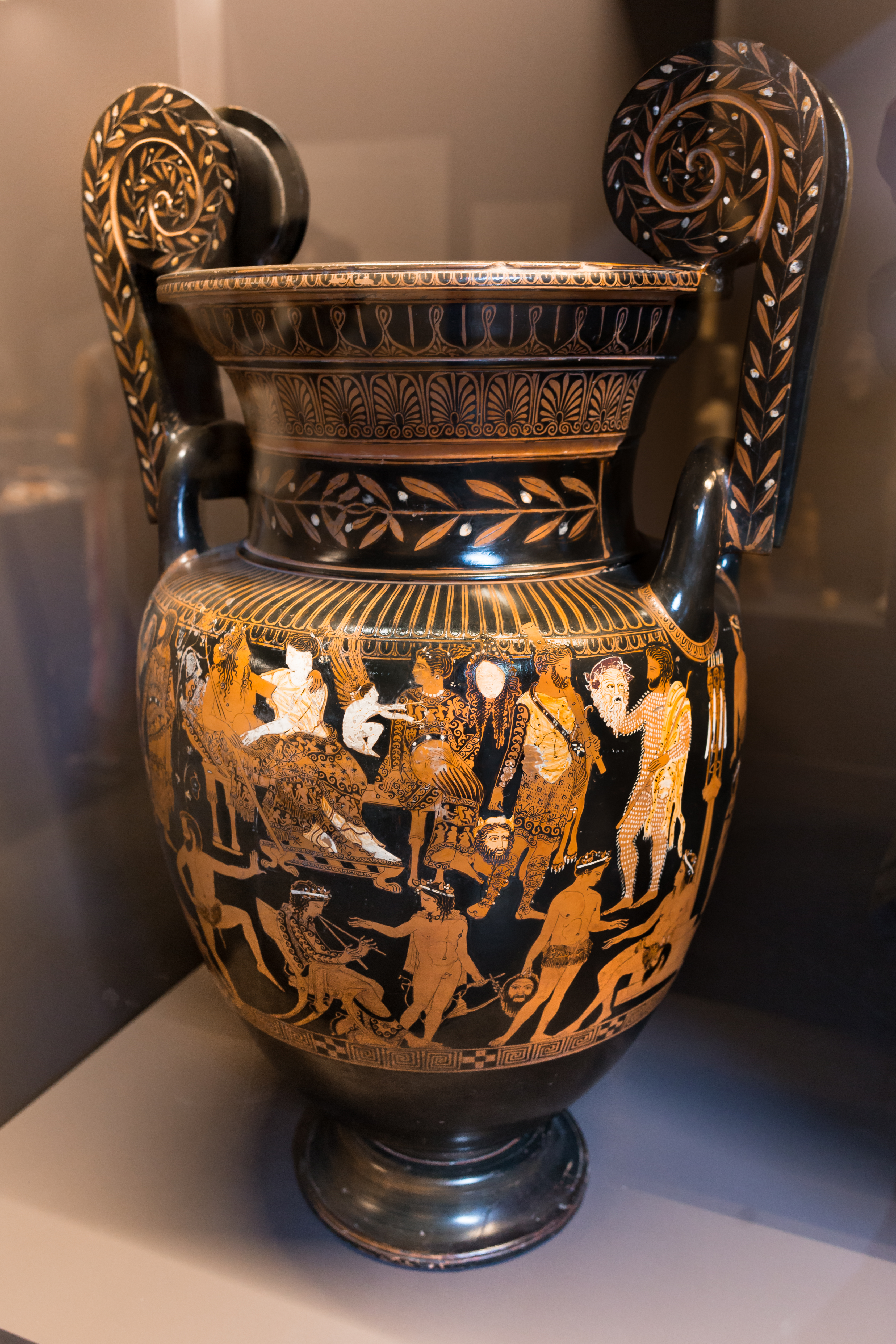
Crátera de volutas ática de figuras rojas, llamada Vaso de Pronomo, c. 400 a. C., Museo Arqueológico Nacional H3240, Nápoles.

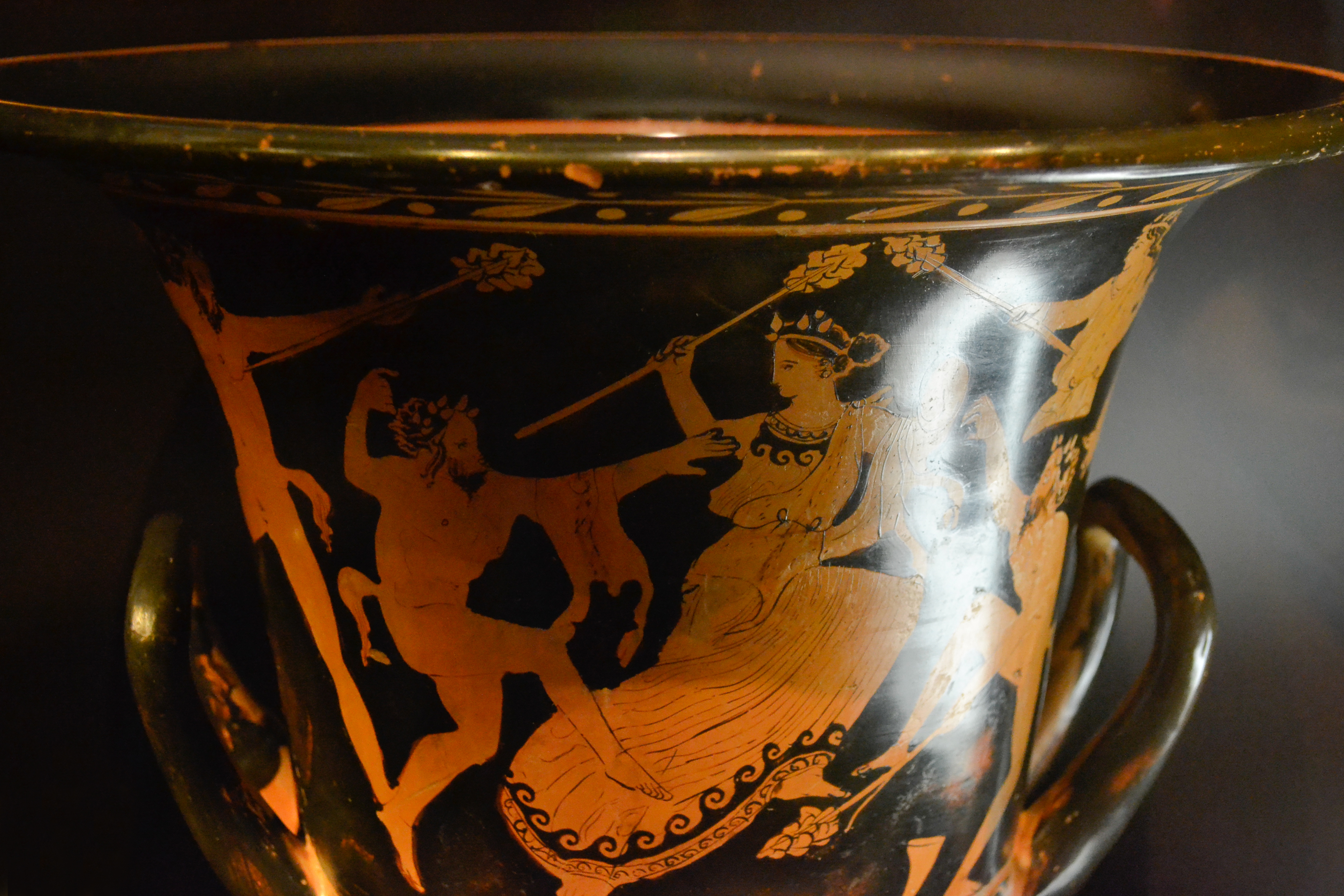
Cara B de crátera de caliz con escena de danza extática de ménades y sátiros. 400 a. C. N.º inv. 11011. Museo Arqueológico Nacional de España.

Pintor de Pronomo es el nombre convenido utilizado para identificar a un pintor de cerámica ática de figuras rojas, activo a finales del siglo V a. C. y principios del siglo IV a. C., Adoptó muchas características estilísticas de su maestro, el Pintor del dinos, y adornó su obra con una rica ornamentación, policromía y dorado. Su nombre deriva del nombre del auleta Pronomo (intérprete del aulós), sentado en medio de la composición en la gran crátera#Crátera de volutas en Nápoles (Museo Nazionale Archeologico H3240), que (en el lado A) representa a los actores de un drama satírico,
una evocación del mundo teatral caracterizado por un fuerte realismo. Pronomo, sentado en medio de la composición representando a los actores mientras estudian las actitudes y posturas teatrales.</ref> John Beazley le atribuyó, basándose en el estilo pictórico, un gran lécito aribalístico (Staatlichen Museen 4906, Berlín) caracterizado por evocaciones del mundo dionisíaco, y dos cráteras de campana, una de las cuales está pintada en la cara B por un pintor diferente, y de la otra solo ha sobrevivido un fragmento. El lécito representa una escena con mujeres, un joven y erotes. La crátera completa (originalmente Staatlichen Museen F 2642, Berlín), actualmente perdida, representa en su cara principal a Dioniso con sátiros y ménades, y en la otra cara, obra de otro pintor, a tres jóvenes. Un fragmento de la crátera conserva parte de la ménade.
A los pintores que distinguió cuidadosamente como "cercanos", "similares" o "aparentemente relacionados" con el Pintor del Pronomo, Beazley atribuyó alrededor de una docena de vasos más: siete cráteras de cáliz, en su mayoría con escenas de sátiros y ménades, pero también tres escenas con Heracles, una con Belerofonte, y una gigantomaquia audazmente ejecutada; una crátera de campana (con Atalanta); dos pélice s(una con gigantomaqua, la otra con Dioniso y ménades); una hidria (con una representación de Hermes con mujeres, Eros y un joven); un fragmento de un plato (pínax) con una representación de Ariadna o una ménade cabalgando un león); y fragmentos de otra crátera de volutas, aparentemente representando a Dioniso. De vez en cuando, algunos de estos vasos "relacionados" se atribuyen tentativamente al propio pintor, y en los últimos años diversos estudiosos han añadido varios otros vasos, en su mayoría fragmentarios. Adiciones posteriores incluyen fragmentos de cráteras de Olinto, Naucratis, Corinto, Peracora y Mileto, un fragmento de un coe en Kavala, y una hidria en Pela. Entre los más notables se encuentra el fragmento de la crátera Baksy de Kerch. La mayoría de los temas de estas adiciones posteriores son dionisíacos, representando al dios con su séquito de sátiros y ménades, pero también hay varios temas inusuales, desde el nacimiento de Erictonio hasta Heracles sacrificando en la isla de Crise o entrando en el Olimpo ante los dioses reunidos. Desde la perspectiva del propio Vaso de Pronomo, quizás las escenas más relevantes sean aquellas con referencias teatrales: estas incluyen vasos completos o parcialmente completos en Wurzburgo, Barcelona y Ferrara y la crátera fragmentaria de Samotracia.
Su obra más conocida es la crátera de volutas de figuras rojas de Ruvo di Puglia (el llamado Vaso de Pronomo, que en la cara A, en el centro del registro superior representa a Dioniso y Ariadna sentados en un diván. Dioniso es representado aquí como un hermoso joven con cabello largo envuelto en hiedra. Sostiene un tirso en su mano derecha y abraza a Ariadna con la izquierda. Un Eros alado se agacha junto a ellos. Alrededor de ellos están los actores y el coro de un drama satírico, vestidos con trajes, la mayoría de ellos sosteniendo máscaras de actuación en sus manos. Los actores y el corego (director del coro) están en la fila superior con dos coristas, mientras que la actriz que interpretó el papel femenino principal está sentada en una silla. En el registro inferior, además de otros miembros del coro, uno de los cuales está enmascarado y danza, hay un joven de pie con una lira y dos figuras sentadas. Uno, llamado Demetrio, es probablemente el autor de la obra; el otro, un auleta con un vistoso atuendo,  se llama Pronomo. Pronomos de Tebas fue conocido como compositor e intérprete del aulós. Aristófanes lo menciona en la obra "Las asambleístas" (originalmente "Ekklesiazousai") del 392 a.C., pero si es cierta la historia de que enseñó a Alcibíades a tocar el aulós, debió de estar activo mucho antes. En el lado opuesto del vaso, en medio del registro superior, se representa de nuevo a la pareja divina, Dioniso con una lira y Ariadna con una antorcha llameante, rodeados de sátiros con tirss, uno de ellos tocando un aulós, ménades con antorchas y Eros con címbalos (llamados cymbala). Parece probable que este vaso fuera encargado tras ganar un concurso de creación dramática.
Las telas estampadas del vestuario escénico se representan con gran detalle en el vaso, y el elaborado efecto se ve realzado por el uso del blanco en las coronas y máscaras de los actores (las máscaras de sátiro son rojas) y en la piel de Ariadna y el pequeño Eros. Curiosamente, en la escena representada en el reverso, dibujada con cuidado, incluso con gran detalle, el blanco se usa con mucha más discreción.